# Mechelen (herberg)

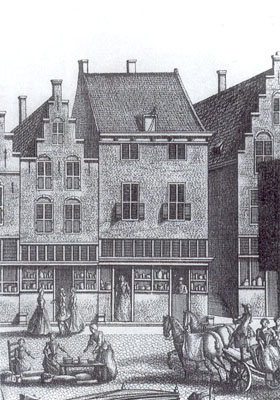
Gravure uit ca 1730 van Mechelen

Mechelen is een voormalige pand in Delft aan de noordzijde van de Markt. Het niet meer bestaande gebouw is thans vooral bekend als de herberg die bestierd werd door de ouders van Johannes Vermeer. Het pand werd in 1885 gesloopt om ruimte te maken ter verbreding van de Oude Manhuissteeg, een passage van de Voldersgracht naar de Markt.

## Geschiedenis
Herberg Mechelen werd voor het eerst genoemd in 1540, toen het werd gebruikt als vergaderlocatie voor het Hoogheemraadschap van Delfland. De eigenaars, de familie Sasbout, waren invloedrijke bierbrouwers die hun herberg gebruikten om hun bier te verkopen. Na de dood van de eerste eigenaar, Cornelis Joosten, zette zijn vrouw Neeltgen de zaak voort. Mechelen bleef in de familie totdat het in de late 16e eeuw werd overgenomen door nieuwe eigenaren, waaronder Jacob Christiaan Molswijck, een procureur, en later Willem Janszoon Sloting, een financiële pachter. Vermoedelijk werd het pand in die periode tot herberg verbouwd.
In 1641 werd de herberg gekocht door Reinier Janszoon Vermeer. Hij vestigde een kunsthandel in het pand en voegde er een culturele dimensie aan toe. Na zijn dood in 1652 zette zijn weduwe Digna de zaak voort. De herberg liep in 1654 schade op door de enorme explosie van de Delftse donderslag.
In 1670 overleed ook Digna en haar zoon, de schilder Johannes Vermeer, erfde de herberg. Hij verhuurt het pand en wanneer hij in 1675 komt te overlijden wordt het pand goedkoop verkocht aan de huurder.
Rond 1732 werd het huis bewoond door Jan Ratmeijer, die tot zijn dood in 1768 opperbrouwer was in de brouwerij van het Gasthuis.  ’t Het pand werd toen 't Witte Hart genoemd, alwaar hij onder andere Koningsberger hoestpoeder verkocht. Zijn vrouw Willempje Willebrand dreef daarnaast een winkel in garen en band, waar ook bier en sterke drank geschonken werd. Het pand werd in 1768 weer verkocht.
In het begin van de negentiende eeuw stond het pand nog steeds bekend als herberg Het Witte Hart.  In die periode veroorzaakte een verdronken man die de herberg was ingebracht opschudding. In mei 1808 werd het lijk van een persoon gevonden die zich in de bedstede op de bovenkamer had verhangen. In 1851 werd Het Witte Hert ter veiling aangeboden. Het stond onder druk vanwege de verkeersopstoppingen in de smalle Oude Manhuissteeg, naast de Markt. Omwonenden drongen aan op sloop om de doorgang te verbreden, maar het duurde tot 1885 voordat het pand daadwerkelijk gesloopt werd om de steeg te verbreden.
Tijdens rioolwerkzaamheden in 2019 werd de fundering van de herberg ontdekt. Er kwamen prompt wilde plannen om er een attractie van te maken, maar dat bleek te veel voeten in de aarde te hebben. Uiteindelijk is de fundering na een korte expositie en reparatie van het riool weer in de bodem onder de straat verdwenen.

## Beschrijving
Mechelen was een groot pand, in 1600 het grootste aan de noordzijde van de Markt, met acht stookplaatsen en een achtergevel die op de rand van de Voldersgracht stond. Blijkens gravures had het gebouw aanvankelijk een trapgevel, waarna het een verdraaid zadeldak kreeg. De herberg onderging verschillende functies, van een luxueuze herberg tot een tapperij en kunsthandel. Na de sloop in 1885 bleef niets over van het gebouw, hoewel er in 2019 bij opgravingen delen van de fundering en kelder werden teruggevonden.

Impressie van Mechelen door de eeuwen heen
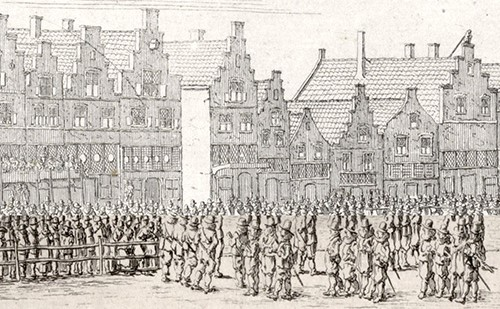
Het gebouw met zadeldak en trapgevel links van het steegje, 1625
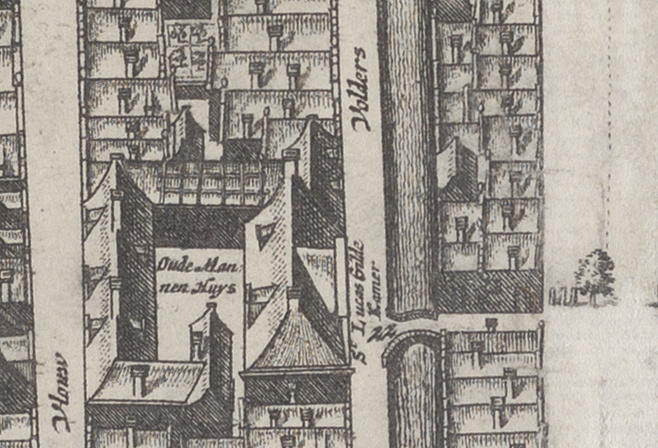
De herberg in 1703, met de St Lucasgilde erachter gelegen.
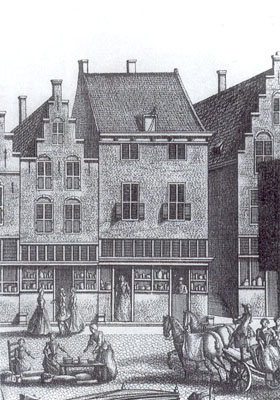
De herberg in 1730, met dwarsdak
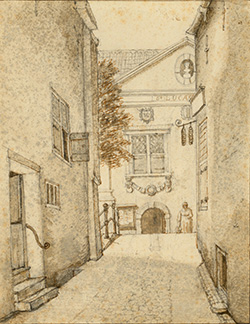
Oude Manhuissteeg in 1820, met links de herberg en op de achtergrond het Sint-Lucasgilde.
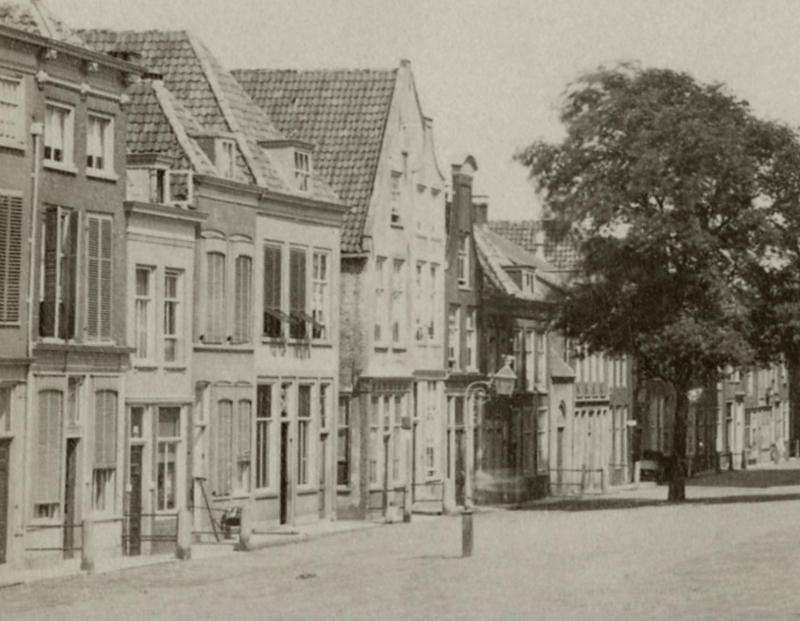
Het pand met schilddak aan de Markt, kort voor de sloop in 1885.